# Leoncio Afonso Pérez
Leoncio Afonso Pérez (Breña Alta, La Palma, 12 de septiembre de 1916-Santa Cruz de Tenerife, 27 de marzo de 2017) fue un intelectual y profesor español. Fundador de los estudios de geografía en la región, fue profesor de geografía en la Universidad de La Laguna y distinguido con el título de doctor honoris causa por la misma universidad.

## Biografía
Leoncio Afonso Pérez nació en la localidad de Breña Alta, en la isla de La Palma, España. Fue el octavo de los diez hijos de un matrimonio campesino. Cursó estudios de Bachillerato en Santa Cruz de la Palma e hizo la licenciatura en Filosofías y Letras, Sección de Ciencias Históricas en la Universidad de Sevilla, estudios que fueron temporalmente interrumpidos durante la guerra civil española. Finalmente se desplazó a San Cristóbal de La Laguna, ciudad en la que residiría hasta su muerte. Casado en 1946 con Evelia Rodríguez López, tuvo tres hijos, Antonio, Leoncio y Carmen. Su esposa también disfrutó de una gran longevidad habiendo nacido el 20 de noviembre de 1916 y fallecido el 6 de noviembre de 2017, de forma que en el momento del fallecimiento de Leoncio Afonso, ambos contaban con 100 años de vida y más de 72 años casados.
Falleció el 27 de marzo de 2017 pocas semanas después de su último homenaje en la Real Sociedad Económica de Amigos del País de Tenerife en la que mostró pruebas de su lucidez a pesar de su avanzada edad. Con dicho acto se inauguró el programa de eventos para celebrar el 240 aniversario de la Sociedad y fue presentado por el director, José Carlos Alberto Bethencourt. 
A la misa funeral con honores, auspiciada por su sobrino el obispo de Nivaria Bernardo Álvarez Afonso, acudieron numerosas personalidades de la vida canaria, entre otros los alcaldes de San Cristóbal de la Laguna, José Alberto Díaz, y de Breña Alta, Jonathan de Felipe Lorenzo, así como el expresidente del Cabildo Insular de Tenerife, Ricardo Melchior Navarro.

## Trayectoria

### Enseñanza
Leoncio Afonso fue profesor Interino del Instituto de S/C. de la Palma desde el 13 de marzo de 1940 hasta el 30 de septiembre de 1942. Posteriormente ejerció en el Instituto de S/C. de Tenerife desde el 1 de octubre de 1942 al 30 de septiembre de 1944, puesto que simultaneó con el de profesor del Colegio Alemán de S/C. de Tenerife de 1942 a 1944. Catedrático de Enseñanza Media en los Institutos de La Laguna (IES Canarias Cabrera-Pinto y Viera y Clavijo) desde el 1 de octubre de 1944 hasta el 30 de septiembre de 1985. Ejerció en diversas ocasiones el cargo de director de instituto.
Nombrado profesor adjunto, encargado de curso y encargado de cátedra en la Universidad de La Laguna desde 1942 hasta 1982. Fue profesor de la Escuela de Trabajo Social de Tenerife desde su fundación en 1965 hasta 1980, a la par que fundador, director técnico y profesor de la Escuela de Turismo de Tenerife desde su fundación hasta 1975.
En la Universidad fue el primer profesor de Geografía desde 1944, fecha en que se crearon estos estudios, siendo, además, el único hasta 1968, fecha en que se creó la Facultad de Geografía e Historia, de cuyo primer plan de estudios en la parte de Geografía fue el principal redactor. A partir de esta fecha se incorporaron a esta enseñanza otros profesores.

### Publicaciones e investigación
El trabajo de Leoncio Afonso se centró en los estudios de la Geografía de Canarias, razón por la cual se le conoce como el primer geógrafo de Canarias. Viajó intensamente por las islas tomando datos de primera mano y entrevistándose con la población local.
Su primera publicación, de 1953, tuvo, según sus propias palabras, un gran éxito: «Cuando la edité en 1953 (3000 ejemplares) se vendió en tres meses, creo que fue el mayor éxito editorial de aquella época» (extracto de la nota del autor a la edición facsímil de 2012).
Entre sus trabajos de investigación destacan sus esfuerzos por recuperar la toponimia, corrigiendo muchos errores de las primeras cartografías de Canarias, así como iniciando un exhaustivo trabajo sobre su etimología.

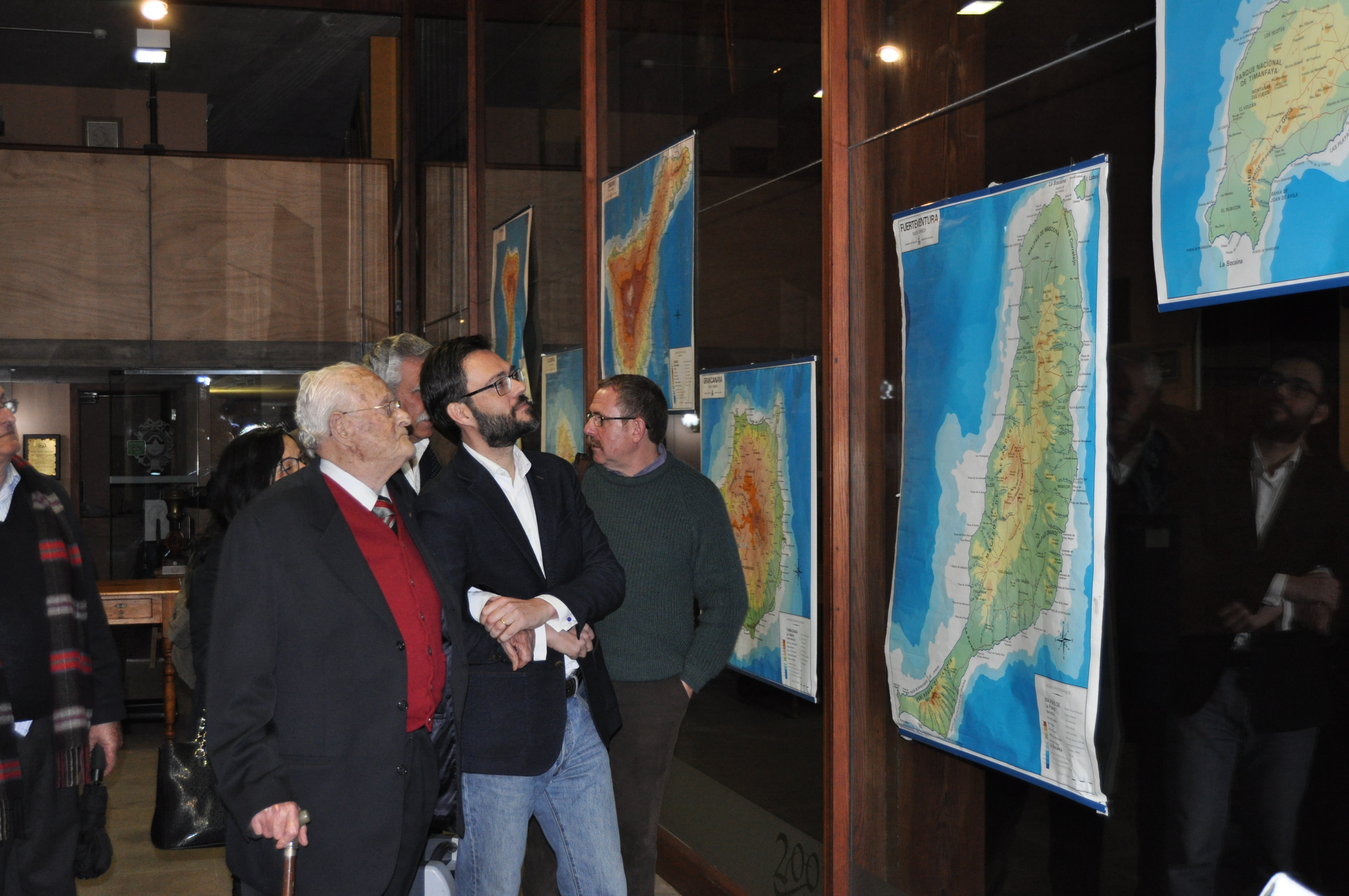
Leoncio Afonso Pérez, durante la exposición homenaje en la Real Sociedad Económica de Amigos del País de Tenerife (RSEAPT), observando los Mapas Murales de Canarias allí expuestos (Cortesía de la RSEAPT)

Adicionalmente, destaca su trabajo de educación y divulgación, habiendo dirigido y publicado numerosas obras para el gran público, entre las que destacan Esquema de Geografía de Canarias (1953), el Atlas Básico de Canarias (1980), la enciclopédica Geografía de Canarias (1984) en varios tomos y publicada por la Editorial Interinsular Canaria, así como los Mapas Murales de Canarias (1985) que decoraron las aulas canarias durante muchos años.
En reconocimiento a su obra como geógrafo, en abril de 2017 el Colegio Profesional de Geógrafos de Canarias decidió que el premio anual que otorga se denominase "Leoncio Afonso". El acuerdo se alcanzó por unanimidad de los colegiados asistentes.

### Política
En política fue concejal del Ayuntamiento de San Cristóbal de La Laguna desde 1954 hasta 1960, donde además ejerció como primer teniente de alcalde, así como consejero del Cabildo Insular de Tenerife de 1948 a 1954.

## Cargos y nombramientos
- Consejero del Cabildo Insular de Tenerife desde 1948 a 1954.
- Concejal del Ayuntamiento de La Laguna desde 1954 a 1960, donde ejerció el cargo de Primer Teniente-Alcalde.
- Comisario de Extensión Cultural desde 1964 hasta 1969.
- Vocal de la Comisión de Turismo 1966-1970.
- Decano del Colegio Oficial de Doctores y Licenciados: 1944-1978.
- Consejero Provincial de Educación.
- Delegado del Gobierno Español en la Conferencia del Consejo de Europa (1962).
- Vocal del Patronato Universitario de La Laguna.
- Representante del Instituto de Estudios Canarios en la Confederación Española de Centros de Estudios Locales.
- Ponente en los Planes de Desarrollo y en los Congresos Sindicales, provinciales y regionales.
- Presidente del Sindicato de Hostelería.
- Miembro del Instituto de Estudios Canarios.
- Miembro de la Real Sociedad Española de Geografía desde 1965.
- Miembro del Instituto de Estudios Colombinos.
- Director de Honor de la Real Sociedad Económica de Amigos del País de Tenerife[8]
- Presidente del Centro de Iniciativas y Turismo del Noreste de Tenerife.
- Miembro del Instituto Latinoamericano de Turismo.

## Premios y reconocimientos
- Encomienda de la Orden de Alfonso X el Sabio
- Medalla de Bronce al Mérito Turístico
- Cruz de Caballero de la de Orden de Cisneros
- Cruz del Mérito Militar
- Cruz de Guerra
- Medalla de Campaña
- Diplomas de Colegiado Distinguido (Nacional y de Distrito)
- Hijo Predilecto de Breña Alta, el 11 de junio de 1997[6][9]
- Su nombre ha sido dado a una calle en Breña Alta
- Hijo Adoptivo de San Cristóbal de La Laguna
- Doctor honoris causa por la Universidad de La Laguna, el 7 de marzo de 1997[10]

Adicionalmente se le ha reconocido informalmente como El Primer Geógrafo de Canarias y el Último Sabio Oficial de Canarias

### Obras como autor o director
- Esquema de Geografía Física de Canarias, La Laguna, 1953.
- Geografía de Tenerife, Ministerio de Educación y Ciencia, Madrid, 1974.
- Aspectos Geográficos de Madeira y Azores, La Laguna, 1977,
- Canarias (7 fascículos), en Conocer España, Salvat Editores, 1978.
- Canarias, en Maravillas de la Península Ibérica, Selecciones, 1979.
- Atlas Básico de Canarias, 1980 (con colaboradores).
- Geografía Física de Canarias, S/C. de Tfe. 1981.
- El Modelo Cerealista en la Agricultura Canaria, La Laguna, 1982.
- Mapas Murales de Canarias, 1985.
- Geografía de Canarias (7 tomos). Director y con diversos trabajos en la misma. S/C. Tfe. 1984 a 1992[10]
- Mapa Escolar de Canarias, S/C. de Tfe. 1986 (con colaboradores).
- Miscelánea de temas canarios, Cabildo Insular de Tfe. 1986. Primer volumen de la serie "Blanco y Azul"[12]
- Plan Integral de Norte de la Palma, colaborador, 1986, inédito.
- Garafía, en homenaje a Juan Régulo, 1987.
- La cubierta de madera en la vivienda rural del NW. de La Palma, en Homenaje a Don José Pérez Vidal.
- Atlas Interinsular de Canarias (en colaboración) S/C. de Tfe. 1990.
- La toponimia como percepción del Espacio, La Laguna 1991.
- Geografía de La Palma, Santa Cruz de la Palma 1993.
- Góngaro. Origen y rasgos de la toponimia canaria. 1997. Con prólogo de José-León García Rodríguez, profesor titular de Geografía Humana de la Universidad de La Laguna
- Miscelánea de Temas Canarios II. 2001.
- Recuerdos y Reflexiones de un Octogenario. 2003. Publicado como discurso de ingreso a la Academia Canaria de la Lengua.[13]
- Esquema de Geografía Física de las Islas Canarias. 2012. Reedición facsímil de la obra de 1953.

### Otras colaboraciones
- Prólogo del libro "Agricultura de Canarias" de Wladimiro Rodríguez Brito y Rafael Jiménez.[14] 1980.